# HMCS Beauharnois (1944)
HMCS Beauharnois (K540) (англ. Его Величества Канадский Корабль «Боарнуа») — канадский корвет типа «Флауэр», участвовавший во Второй мировой войне. Назван в честь города Боарнуа канадской провинции Квебек.

## Строительство
«Боарнуа» заказан в июне 1942 года в рамках программы строительства «Increased Endurance» на 1943—1944 годы. В рамках строительства на корабль были установлены два спаренных и два одинарных 20-мм зенитных орудия. Заложен 8 ноября 1943 года в Квебеке компанией «Morton Engineering & Dry Dock Co.» под именем «Букингем» (англ. Buckingham), позднее переименован в «Боарнуа». Спущен на воду 11 мая 1944 года, принят в состав КВМС Канады в том же году в Квебеке 25 сентября.

## Служба
«Боарнуа» нёс службу в Центральноокеанских силах сопровождения, конвойной группе C4. Сопровождал конвои через Атлантику. В боях не участвовал, последней миссией по сопровождению являлось сопровождение транспорта «Лорд Кельвин». Исключён из списков КВМС Канады 12 июля 1945 года в Сореле, Квебек. В 1946 году продан вместе с корветом «Норсюд» организации «Моссад ле-Алия Бет»: на этих судах евреи тайно отправлялись в Британскую Палестину.
26 июня 1946 года судно под названием «Йоаши Вегвуд», отправившееся из Италии, было перехвачено кораблём «Винус» и интернировано в Хайфу. После провозглашения независимости Израиля корабль был переименован в «Хашомер» и принял участие в израильской войне за независимость. В 1954 году выведен из состава ВМС Израиля и через два года пущен на слом.